# Weinmuseum Ehnen

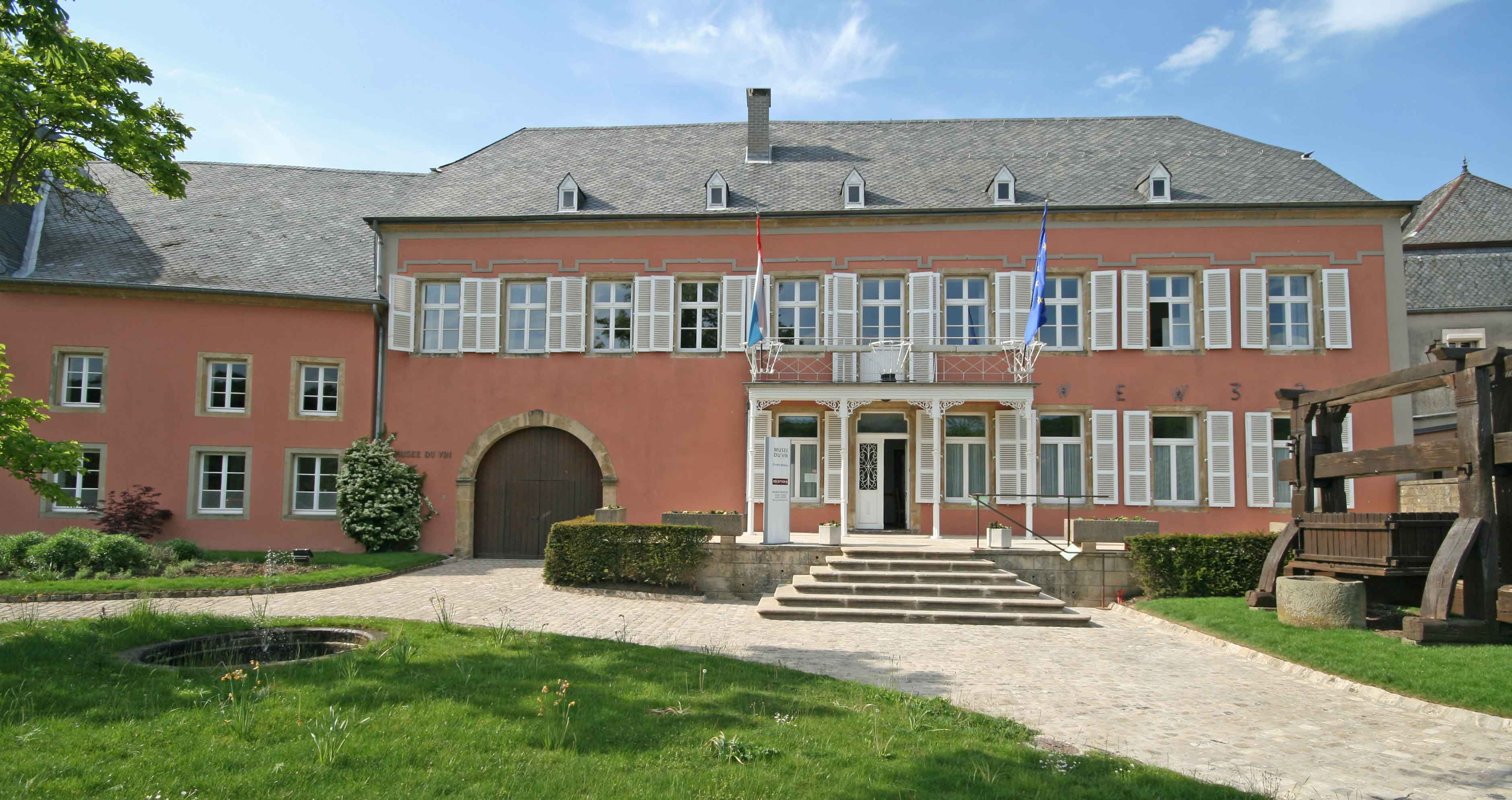
Weinmuseum Ehnen

Das Weinmuseum in Ehnen präsentiert die Arbeits- und Lebensgewohnheiten mit Schwerpunkt auf Weinbau.

## Geschichte
Das schlossähnliche Gebäude war über Jahrhunderte der Sitz der Familie Wellenstein. Engelbert Wellenstein, 1662 Schöffe der Landrichterei Grevenmacher, ließ das Gebäude erbauen. Durch Ankauf und Heirat erwarb die Familie anliegende Häuser. Zacharias Wellenstein errichtete 1866 den Neubau im Hofinneren und dessen Tochter heiratete sich in die Familie Servais ein.

## Ausstellungsflächen
Das Museum verfügt über Säle mit Bildern und Arbeitsgeräten von Anfang bis Mitte des 20. Jahrhunderts. Es handelt sich hierbei größtenteils um Geschenke und Leihgaben der Einwohner von Ehnen und Umgebung. Dargestellt wird der gesamte Zyklus des Weinbaus. Im Hinterhof des Gebäudes befindet sich ein Musterweinberg mit typisch luxemburgischen Rebsorten. In Nebengebäuden sind eine antike  Schmiede, ein Eichamt, eine Küfereiwerkstatt sowie eine Brennerei untergebracht.

## Organisation
Das Museum wird vom örtlichen Tourismusverein geleitet.